# 瑪塔薇·緹拉吏袞
瑪塔薇·緹拉吏袞 （羅馬化：Matawee Teeraleekul，1995年4月12日—），小名Tungmay，為泰國女演員及模特。2018年沙繳小姐（Miss Grand Sa Kaeo 2018）與2018年泰國萬國小姐新人獎（Miss Grand Rising Star 2018）得主。

## 個人簡歷

### 早期生活
Tungmay於1995年4月12日出生於泰國烏汶府。出生時便從未見過父母，從小由養母撫養長大。畢業於Benchama Maharat School、Trakan Phuet Phon High School與烏汶叻差他尼大學的行政學院。

### 演藝經歷
2018年，Tungmay參加了當年的沙繳小姐（Miss Grand Sa Kaeo 2018）選美競賽，並獲得冠軍。之後作為代表角逐2018年泰國萬國小姐的寶座，最終獲得亞軍第四名的成績，以及特別獎項「普吉府的最愛第四名」（รองอันดับ 3 ขวัญใจภูเก็ต）、「攝影師與媒體的最愛」（รางวัลขวัญใจช่างภาพและสื่อมวลชน）與2018年泰國萬國小姐新人獎（Miss Grand Rising Star 2018）等殊榮，且在當年與泰國第7電視台簽約。
2019年，搭檔男星朱迪·璋棱蓋巴蒂（Mek）主演假日檔喜劇《守護愛》。
2022年，與7台的合約到期後，加盟泰國第8電視台，繼續從事戲劇工作。

## 影視作品

### 電視劇
| 首播年份 | 戲名                   | 戲名   | 播放平台    | 角色          | 備註 |
| 首播年份 | 譯名                   | 原文名 | 播放平台    | 角色          | 備註 |
| 2018年   | 《妻子2018》           |        | One 31      | Noo Da的老師  | 客串 |
| 2019年   | 《守護愛》             |        | Ch7HD       | Chomjan       | 主演 |
| 2020年   | 《北方之愛》           |        | Ch7HD       | Chandra       | 客串 |
| 2021年   | 《沸騰的海》           |        | Ch7HD       | Kaimook       | 配角 |
| 2021年   | 《靈蛇愛2021》         |        | Ch7HD       | Fahrung       | 客串 |
| 2023年   | 《雷霆拳擊手》         |        | Thai Ch8    | Waree         | 配角 |
| 2024年   | 《木偶邪靈》           |        | Thai Ch8    |               | 配角 |
| 2024年   | 《月亮咒語》           |        | Thai Ch8    | Daeng／Tubtim | 配角 |
| 已取消   | 《天生一對之命中注定》 |        | Ch3Thailand | Riam          | 配角 |

### 單元劇
| 首播年份 | 戲名             | 戲名   | 播放平台 | 角色 | 備註 |
| 首播年份 | 譯名             | 原文名 | 播放平台 | 角色 | 備註 |
| 2019年   | 《老天有眼系列》 |        | Ch7HD    | Thip | 主演 |

## 獎項
| 年份   | 頒獎典禮                | 獎項名稱                                          |
| 2018年 | Miss Grand Sa Kaeo 2018 | 后冠                                              |
| 2018年 | 2018年泰國萬國小姐      | 第五名                                            |
| 2018年 | 2018年泰國萬國小姐      | 普吉府的最愛第四名 （รองอันดับ 3 ขวัญใจภูเก็ต）        |
| 2018年 | 2018年泰國萬國小姐      | 攝影師與媒體的最愛 （รางวัลขวัญใจช่างภาพและสื่อมวลชน） |
| 2018年 | 2018年泰國萬國小姐      | 新人獎 （Miss Grand Rising Star 2018）            |

## 備註

## 外部連結
- 瑪塔薇·緹拉吏袞的Instagram帳戶（泰文）